# Sahorle
Sahorle est un hameau situé sur la commune de Vinça dans les Pyrénées-Orientales.

## Géographie

### Situation
Le hameau de Sahorle se situe au sud de Vinça.

## Toponymie
Le nom catalan est Sahorla.

## Histoire
Sahorle dépendait de la paroisse de Vinça et ne fut pas érigée en commune en 1790, mais rattachée à la commune de Vinça.
Aujourd'hui simple hameau de Vinça, son territoire ne conserve pas de traces du passé préhistorique, ni paléolithique, ni néolithique, qui pourtant est plus proche de nous.
Les différents peuples de l'antiquité, puis des premières grandes civilisations ne nous ont pas laissé de vestiges de leurs passages sur ce site, et pourtant nul doute que pour certains d'entre elles elles ont bel et bien vécues à Sahorle. (Celtes, en -500 ; Romains, en -121 ; Wisigoths, en 408 ; Sarrasins, en 735).
En 811, Charlemagne défait les Sarrasins et conquiert définitivement le Roussillon, entamant ainsi l'époque féodale. Le hameau de Sahorle n'apparaît pas tout de suite, comme c'est le cas de la plupart des paroisses, la première mention de l'église ne date que de 1299 sous le nom de :

« Ecclesia Sanctae Magdalenae de Nantilla". »
Le lieu est alors connu sous le nom de Nantilla.
Il s'agissait très probablement d'une paroisse dont les habitants ont peu à peu abandonné le site pour Vinça, qui est devenu une ville royale durant cette période et qui disposait de plus d'avantages matériels pour faire vivre sa population.
C'est donc très sûrement à cause de sa proximité avec Vinça que la paroisse de Sahorle a disparu.
Mais si la paroisse n'existe plus, l'église, elle continue d'exister. Elle apparaît à nouveau en 1389 en tant qu'église rurale, ce qui désigne une église très peu utilisée, quasiment à l'abandon. Ceci confirme la déchéance du hameau de Sahorle durant le XIVe siècle.
À partir du XVIIe siècle la mode des ermitages commença. Les églises rurales furent occupées par des ermites, des religieux qui se sont rapidement liés à la population.
L'image de l'ermite reclus dans sa minuscule chapelle a existé, mais dans les siècles précédents. Aux XVIIe et XVIIIe siècles, les religieux qui les occupaient été en contact avec la population, ils représentaient une sorte d'autorité morale que l'on allait consulter pour résoudre des problèmes matériels ou spirituels.
L'ermitage Sainte Madeleine de Nantilla est nommé pour la première fois en 1688 :

« Hermita de Santa Magdalena de Nantillà. »
À la fin du XVIIIe siècle, la tourmente révolutionnaire fit supprimer les ermitages, ainsi que les abbayes d'ailleurs. Sainte Madeleine fut obligé de fermer ses portes en 1790, puis elle disparue définitivement, démoli par le temps et la nécessité de trouver des matériaux de construction. Elle a été remplacée par un oratoire.
En parallèle, une autre église fut construite à Sahorle.
D'après l'abbé Cazes, historien local, elle apparaît pour la première fois en 1628.
Dédiée à Sainte Madeleine aussi, elle contient de nos jours le retable du maître-autel (1710), un Christ du XVIIIe siècle ainsi qu'une toile de la même époque.
Source : https://www.les-pyrenees-orientales.com/Villages/Sahorle.php
Démographie ancienne
La population est exprimée en nombre de feux (f) ou d'habitants (H).
| 1365 | 1378 | 1470 | 1515 | 1553 | 1720 | 1767  | 1774  | 1789 |
| ---- | ---- | ---- | ---- | ---- | ---- | ----- | ----- | ---- |
| 36 f | 8 f  | 7 f  | 9 f  | 10 f | 15 f | 109 H | 111 H | 16 f |

Notes :
- 1365 : pour Sahorle et Joch ;
- 1774 : Sahorle, annexe de Vinça.

## Personnalités liées au hameau
- Joseph Fabre (1741-1819) : homme politique né à Sahorle.